# Tom Price Airport
Tom Price Airport är en flygplats i Australien. Den ligger i kommunen Ashburton och delstaten Western Australia, omkring 1 000 kilometer norr om delstatshuvudstaden Perth. Tom Price Airport ligger 697 meter över havet.
Trakten runt Tom Price Airport är nära nog obefolkad, med mindre än två invånare per kvadratkilometer.. Närmaste större samhälle är Tom Price, nära Tom Price Airport.
Omgivningarna runt Tom Price Airport är i huvudsak ett öppet busklandskap. Genomsnittlig årsnederbörd är 474 millimeter. Den regnigaste månaden är januari, med i genomsnitt 208 mm nederbörd, och den torraste är augusti, med 1 mm nederbörd.